# NGC 5206
NGC 5206 este o galaxie lenticulară situată în constelația Centaurul. A fost descoperită în 2 iulie 1834 de către John Herschel. Se află la o distanță de 3,21 megaparseci de Pământ.